# Runet-id
Runet-ID — крупнейший российский интернет-ресурс, посвященный отечественной интернет-отрасли. Календарь основных мероприятий Рунета, отраслевое СМИ, видео, база вакансий в IT-компаниях.
На портале зарегистрировано более 1 млн. профессионалов IT, медиа и бизнеса.
Возможности
Runet-ID, позволяет получить информацию о крупнейших мероприятиях Рунета, организовать собственное мероприятие, использовать систему регистрации участников, принимать платежи. Платформа может быть использована для регистрации участников на все мероприятие целиком или на отдельную часть каждого события.
В 2013 году Процессинговый центр PayOnline стал официальным платежным партнером сервиса Runet-ID. В этом же году сервис получил «Премию Рунета» в номинации «Экономика, бизнес и инвестиции».
В 2017 году Российская ассоциация электронных коммуникаций (РАЭК) на базе платформы Runet-ID запустила специальный проект – Prof-IT / Wiki РАЭК.